# Filbert Street (San Francisco)

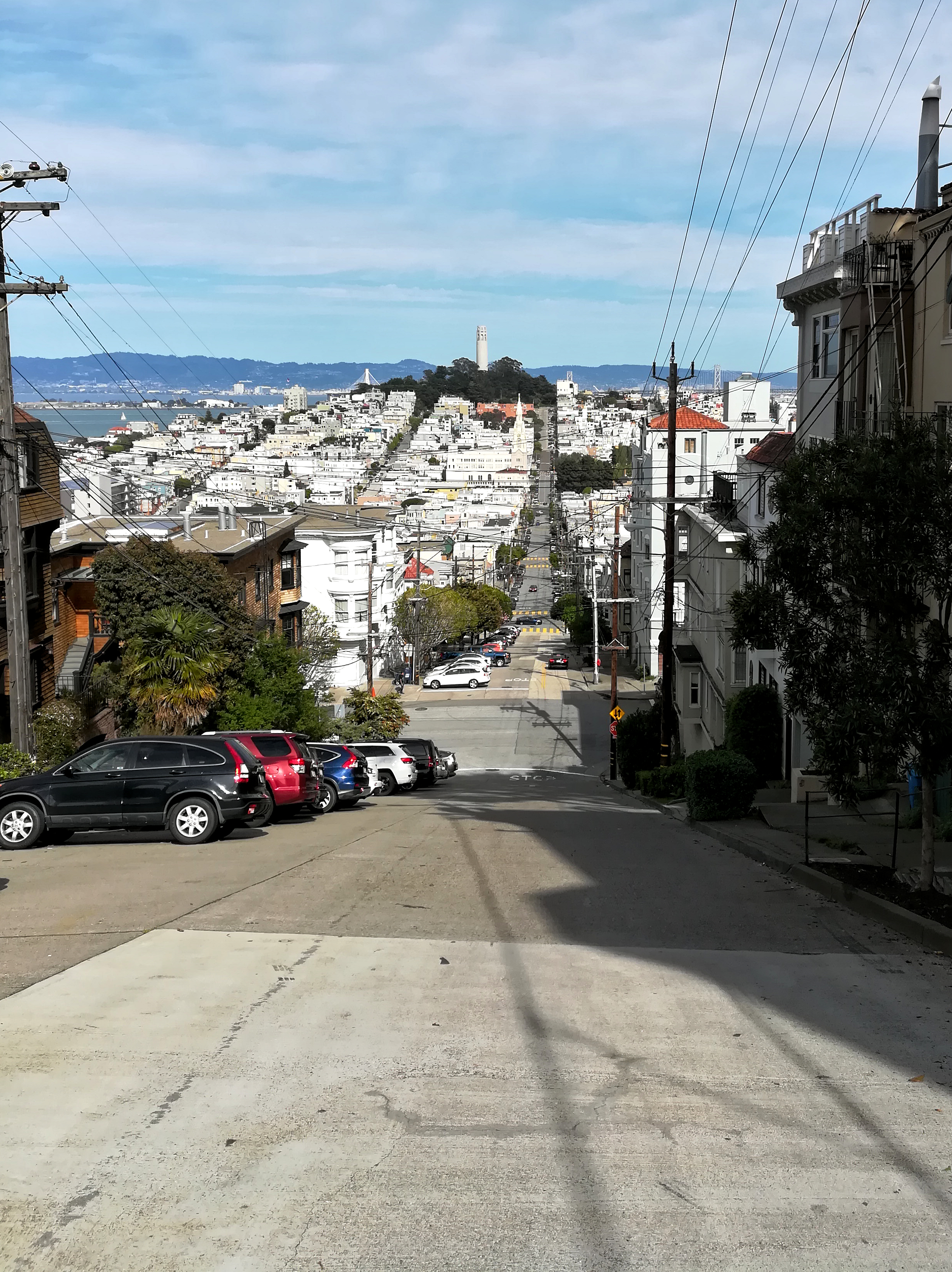
Die Filbert Street mit Blick nach Osten zum Coit Tower

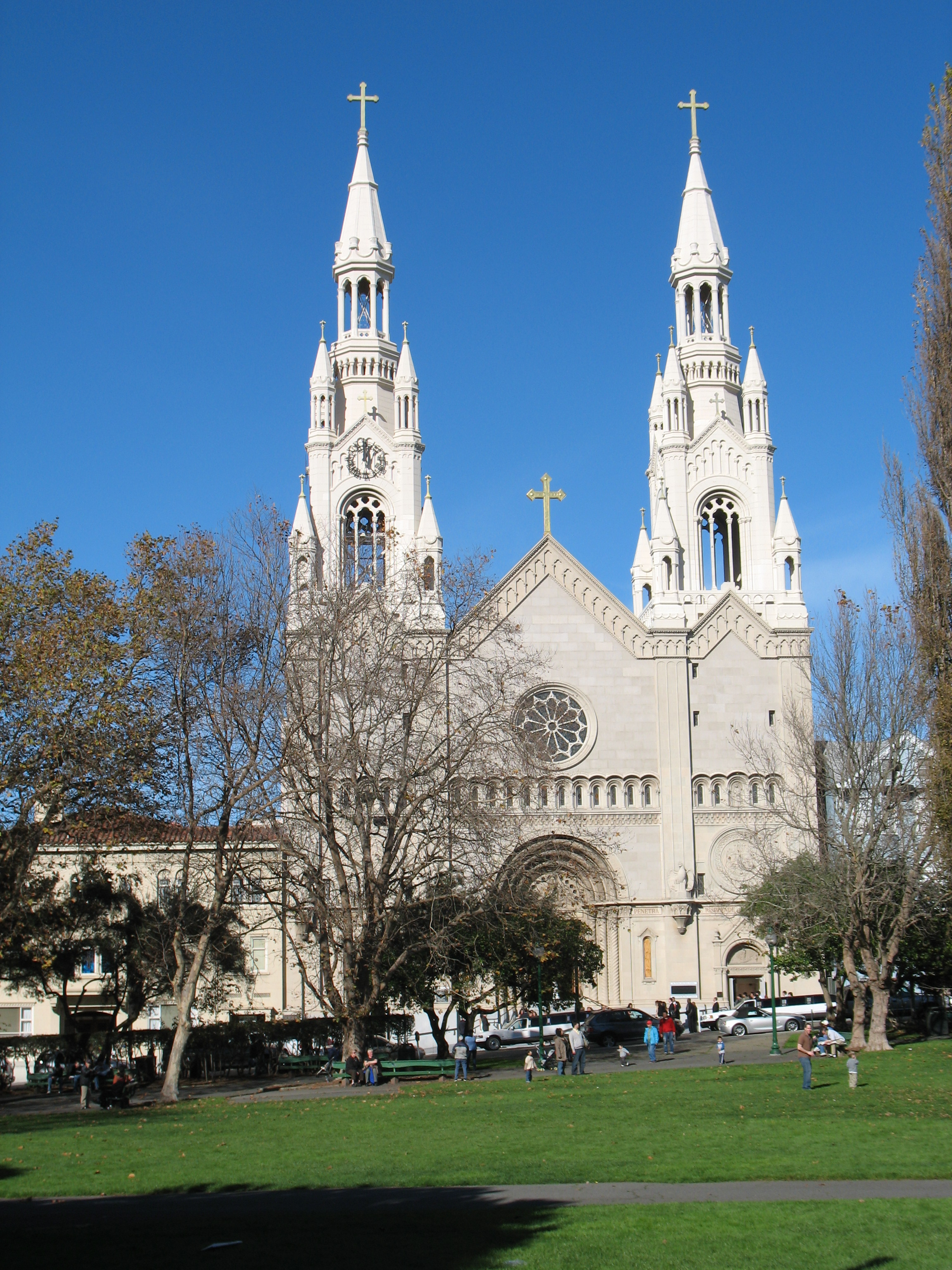
Nr. 666 Filbert Street: Die Saints Peter and Paul Church

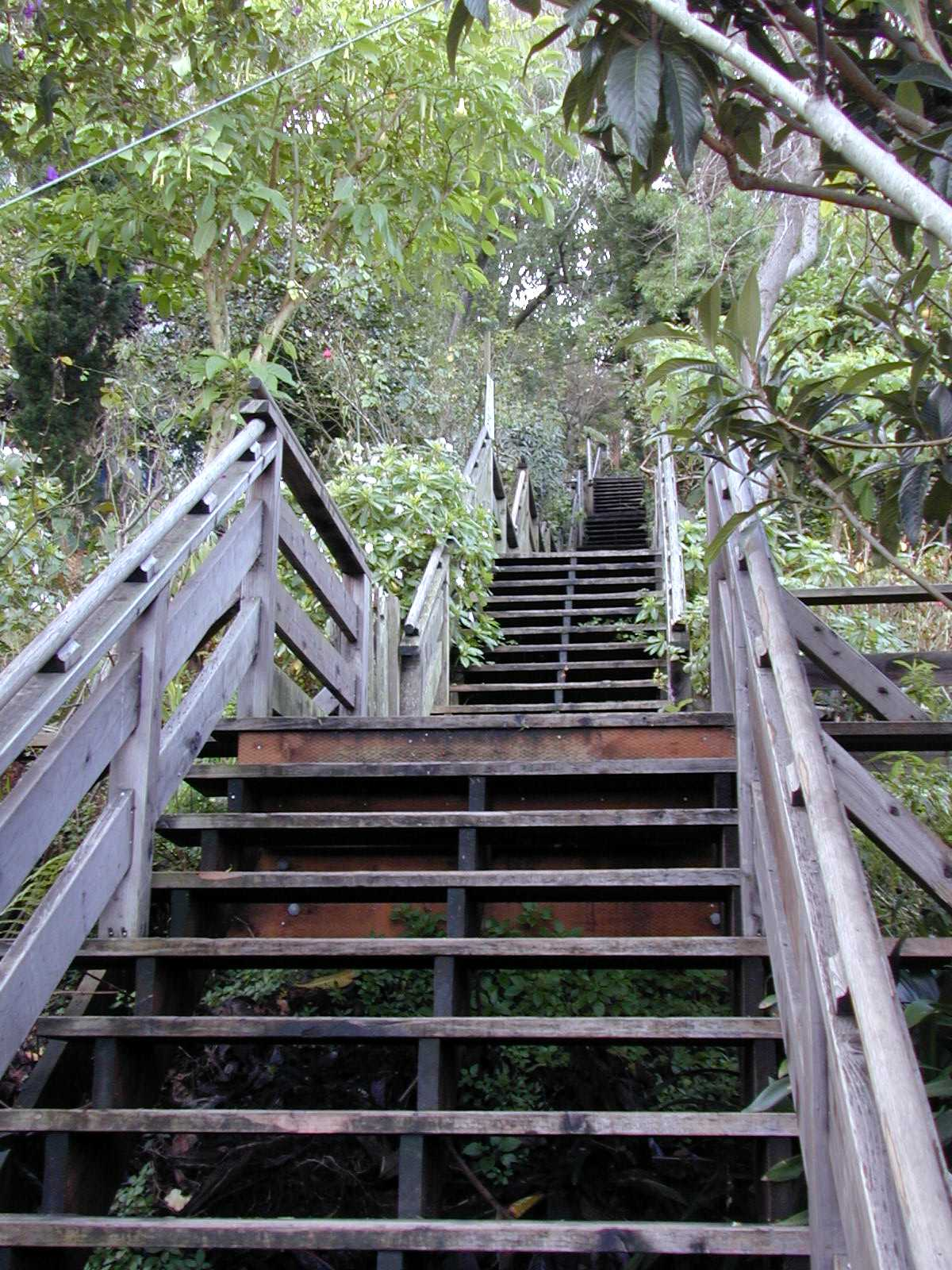
Die „Filbert Steps“ zum Telegraph Hill

Die Filbert Street ist eine 3,7 km lange Straße in Ost-West-Richtung und gilt mit einer maximalen Gradiente von 31,5 % und einer maximalen Steigung von 17,5° als eine der steilsten Straßen in San Francisco.

## Lage
Sie liegt zwischen der Lyon Street nahe dem Presidio und verläuft in östlicher Richtung bis zum Telegraph Hill nahe dem Coit Tower. Dabei kreuzt sie unter anderem die Van Ness Avenue und Columbus Avenue. Am östlichen Ende ist sie nicht mehr befahrbar, sondern die „Filbert Steps“ sind zum Telegraph Hill hinaufführende Stufen für Fußgänger. Die Stufen verlaufen nach Erreichen des Scheitelpunkts bergab und enden an der Montgomery Street.

## Geschichte

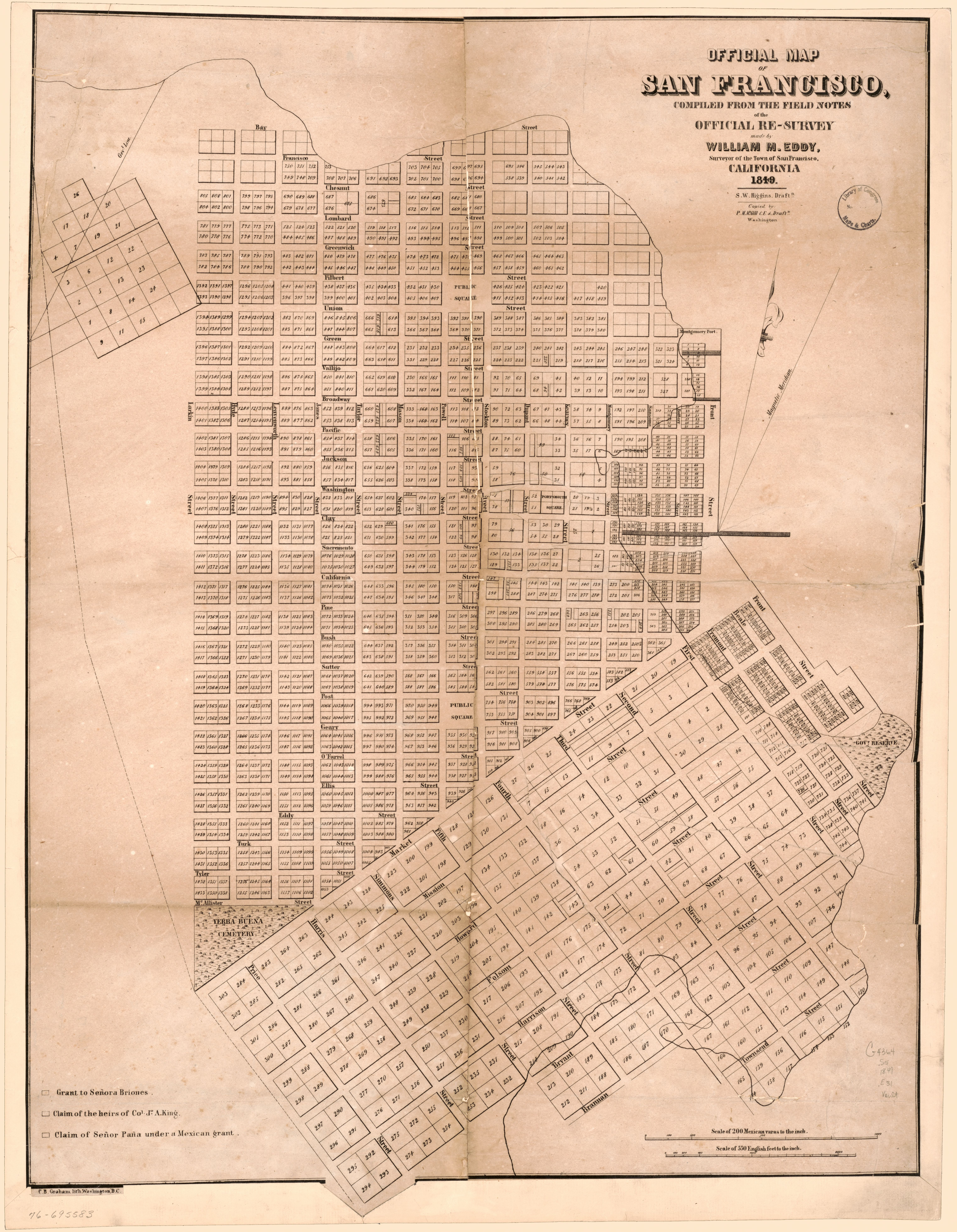
Stadtplan San Francisco von William M. Eddy (1849)

Die Filbert Street war bereits im Dezember 1849 in der von William Mathewson Eddy stammenden Karte verzeichnet. Der 1850 benannte Telegraph Hill (ursprünglich spanisch loma alta, „hoher Hügel“) ist die Ursache für die Steilheit der Straße. Das erste Wohnhaus entstand dort ersichtlich um 1857 (Nr. 1902 Filbert), weitere drei – noch heute erhaltenen – Wohnhäuser (Nr. 1978 mit gotischer Veranda mit Querverstrebung; 1980, 1982 Filbert) folgten 1878 durch den Schweizer Tischler Huneke. An Nr. 666 liegt die 1924 fertiggestellte Saints Peter and Paul Church, deren Türme 58 Meter hoch ragen. Ihre Vorgängerin war eine 1884 errichtete Kirche, die beim Erdbeben von San Francisco 1906 zerstört wurde.
Während das Wohnhaus in Nr. 222 aus 1879 stammt, wurden Nr. 218–220 im Jahr 1882 errichtet. Das Haus Nr. 224 stammt aus 1863 und in Nr. 228, an den „Filbert Steps“, liegt ein 1873 im Carpenter Gothic-Stil errichtetes Wohnhaus. Im Juli 1867 eröffnete die „North Cosmopolitan Grammar School“ mit 539 Schülerinnen für deutsche und französische Sprache.
Im Jahre 1949 übernahm Grace Marchant die Nr. 222 und pflanzte einen exotischen Garten mit rund 100 Pflanzenarten rund um die „Filbert Steps“, den sie bis zu ihrem Tod 1982 pflegte. Heute absorbiert der dschungelähnliche Pflanzenwuchs auf den „Filbert Steps“ den städtischen Verkehrslärm.

## Steigungsrekorde
In San Francisco gibt es 42 Hügel, über die auch Straßen führen. Dabei kommt es zu steilen Auf- und Abstiegen, die in Gradiente (englisch grade) als „% der Wegstrecke“ und Steigung (englisch slope) als „° der Wegstrecke“ gemessen werden. Die steilsten Straßen von San Francisco im Hinblick auf die Gradienten sind:
| Straßenname     | Streckenabschnitt mit maximalem Gradienten | Gradient |
| --------------- | ------------------------------------------ | -------- |
| Bradford Street | an der Tompkins Avenue                     | 41 %     |
| Romolo Street   | zwischen Vallejo/Fresno                    | 37,5 %   |
| Prentiss Street | zwischen Chapman/Powhattan                 | 37 %     |
| Nevada Street   | an der Chapman Street                      | 35 %     |
| Baden Street    | an der Mangels Street                      | 34 %     |
| Ripley Street   | zwischen Peralta/Alabama                   | 31,5 %   |
| 24th Street     | zwischen De Haro/Rhode Island              | 31,5 %   |
| Filbert Street  | zwischen Leavenworth/Hyde Street           | 31,5 %   |
| 22nd Street     | zwischen Vicksburg/Church                  | 31,5 %   |
| Broadway        | an der Taylor Street                       | 31 %     |

Nicht die gesamte Straße weist den angegebenen Gradienten auf, sondern nur der erwähnte Teilabschnitt. Die wesentlich bekanntere Lombard Street ist nicht einmal in der Aufstellung enthalten, denn ihre Steigung wurde 1922 von ursprünglich 27 % auf 16 % durch schlangenförmigen Straßenverlauf abgeschwächt. Zum Vergleich weisen Interstate-Highways einen Gradienten zwischen lediglich 4 % und 6 % auf. Generell gilt in San Francisco für alle Straßen, dass Parken bergab nur mit nach rechts in Fahrtrichtung eingeschlagenen und bergauf mit nach links eingeschlagenen Reifen erlaubt ist.
Für steile Straßen gibt es Sonderregelungen (die Gehwege haben teilweise Stufen, Parken ist häufig nur quer zur Fahrbahn erlaubt; siehe Bild).

## Verkehrsanbindungen und Sonstiges
Als wichtige Straßen werden unter anderem gekreuzt die Van Ness Avenue (zugleich U.S. Highway 101), Hyde Street und Columbus Avenue.
An der Filbert Street liegt der Stadtpark Washington Square mit dem Benjamin Franklin Memorial, genau gegenüber der Saints Peter and Paul Church.
Kurze Sequenzen der berühmten Verfolgungsjagd (10:53 min) im Kinofilm Bullitt (veröffentlicht im Oktober 1968) wurden in Höhe der Kreuzung Filbert/Taylor Street gedreht. Die Saints Peter and Paul Church war einer der Drehorte im Film Sister Act 2 – In göttlicher Mission (Dezember 1993).